# 안민중학교
안민중학교(安民中學校)는 대한민국 경상남도 창원시 성산구 안민동에 있는 공립 중학교이다.

## 학교 연혁
- 2007년 1월 10일 : 안민중학교 6학급 설립 인가
- 2007년 2월 2일 : 안민중학교 건축 공사 준공
- 2007년 3월 1일 : 개교 및 초대 조대현 교장 취임
- 2012년 3월 1일 : 학급인가 (12학급)
- 2022년 3월 1일 : 제7대 성갑선 교장 취임
- 2023년 1월 6일 : 제14회 졸업장 수여식(54명) (총 1,583명)
- 2023년 3월 2일 : 제17회 입학식(2학급 55명)

## 참고 자료
- 안민중학교 - 한국교육학술정보원 학교알리미